# Съюз на инвалидите в България
Съюзcj на инвалидите в България (СИБ) е организация, чиято цел е да защитава човешките права на инвалидите в България и да им осигури равнопоставеност пред институциите.

## Структура
СИБ е обединение на 331 структури (регионални, общински организации, дружества, клубове по интереси) изградени в 28 региона в България с повече от 26 055 индивидуални членове (към 2024 г.). Те са с различни видове заболявания, включително и със сензорни – слепи и глухи.
Общосъюзни органи за управление са Общо събрание, Управителен съвет, Председател и Централна контролно-ревизионна комисия.

## История
1989 г., 14 декември – Създаден е Съюз на инвалидите в България на Първия (учредителен) конгрес в София, като обществена организация, която представлява и отстоява интересите на инвалидите пред държавните, обществените и другите органи и организации в страната и чужбина.
1990 г. – Съюзът става юридическо лице със седалище в София.
2001 г. – СИБ е асоцииран като член на Европейският форум на хората с увреждания (EDF). EDF е официално признатият партньор на Европейската комисия и на Европейския парламент по проблемите на хората с увреждания. Той представлява интересите на над 54 милиона хора с увреждания в Европа.
2003 г., 4 април – СИБ открива Национален информационно-консултантски център (НИКЦ) за хора със специфични възможности.

## Дейност
Основни дейности и услуги извършвани от СИБ:
- Подпомагащи и благотворителни;
- Услуги, предоставяни от групите за самопомощ;
- Административно-правни;
- Трудово-правни;
- Осигуряване на трудова заетост;
- Здравни услуги;
- Информационно-консултантски услуги;
- Услуги и дейности, свързани с работата по изпълнение на основните програми;
- Услуги и дейности, свързани с местни и регионални програми.

СИБ извършва трудова, битова и социална рехабилитация. Издава ежемесечно Информационния бюлетин  „Кураж“.